# FC Brașov (2021)
Fotbal Club Brașov, beter bekend als FC Brașov ( Roemeense uitspraak: [braˈʃov]), is een Roemeense voetbalclub gevestigd in de stad Brașov. De club speelt in de Liga 2.
Het team werd opgericht in de zomer van 2021 en is de rechtsopvolger van het oorspronkelijke FC Brașov dat in 2017 werd ontbonden. Vanuit de gemeente, die de rechten op de naam van de club had, werd in 2020 de entiteit ACS Scotch Club opgericht die in 2021 stadgenoot Corona Brașov opkocht voor de licentie in de Liga 2 en samenvoegde als (het nieuwe) FC Brașov. Deze club werd niet geaccepteerd door de supporters van het oude FC Brașov en ook de supporters van Corona Brașov waren hier boos over. Het Silviu Ploeșteanu-stadion was de thuisbasis van beide entiteiten en heeft een capaciteit van 8.800 zitplaatsen.
CS Afumati ·
Metaloglobus Boekarest ·
CSA Steaua Boekarest ·
Metalul Buzău ·
Ceahlăul Piatra Neamț ·
Concordia Chiajna ·
U Craiova ·
CSC Dumbrăvița ·
CSM Focșani ·
Corvinul Hunedoara ·
Csíkszereda Miercurea Ciuc ·
Mioveni · 
Câmpulung Muscel ·
FC Bihor Oradea (2022) ·
Argeș Pitești ·
Reșița ·
CSC 1599 Șelimbăr ·
CSM Slatina ·
ACS Viitorul Târgu Jiu ·
Chindia Târgoviște · 
Unirea Ungheni ·
Voluntari